# Авеста (комуна)
Комуна Авеста (швед. Avesta kommun) — адміністративно-територіальна одиниця місцевого самоврядування, що розташована в лені Даларна у центральній Швеції.
Авеста 155-а за величиною території комуна Швеції. Адміністративний центр комуни — місто Авеста.

## Населення
Населення становить 21 46 чоловік (станом на вересень 2012 року). 
| Кількість населення комуни Авеста за 1970-2010 роки | Кількість населення комуни Авеста за 1970-2010 роки | Кількість населення комуни Авеста за 1970-2010 роки | Кількість населення комуни Авеста за 1970-2010 роки | Кількість населення комуни Авеста за 1970-2010 роки |
| --------------------------------------------------- | --------------------------------------------------- | --------------------------------------------------- | --------------------------------------------------- | --------------------------------------------------- |
| Рік                                                 |                                                     |                                                     | Населення                                           |                                                     |
| 1970                                                | 1970                                                |                                                     | 28 031                                              | 28 031                                              |
| 1975                                                | 1975                                                |                                                     | 27 153                                              | 27 153                                              |
| 1980                                                | 1980                                                |                                                     | 26 376                                              | 26 376                                              |
| 1985                                                | 1985                                                |                                                     | 24 969                                              | 24 969                                              |
| 1990                                                | 1990                                                |                                                     | 24 832                                              | 24 832                                              |
| 1995                                                | 1995                                                |                                                     | 24 010                                              | 24 010                                              |
| 2000                                                | 2000                                                |                                                     | 22 375                                              | 22 375                                              |
| 2005                                                | 2005                                                |                                                     | 21 954                                              | 21 954                                              |
| 2010                                                | 2010                                                |                                                     | 21 583                                              | 21 583                                              |
| Джерело: SCB                                        |                                                     |                                                     |                                                     |                                                     |

## Населені пункти
Комуні підпорядковано 5 міських поселень (tätort) та низка сільських, більші з яких:
- Авеста (Avesta)
- Горндаль (Horndal)
- Форс (Fors)
- Нурдане (Nordanö)
- Нес-Брук (Näs bruk)
- Геде (Hede)
- Юларбу (Jularbo)

## Галерея

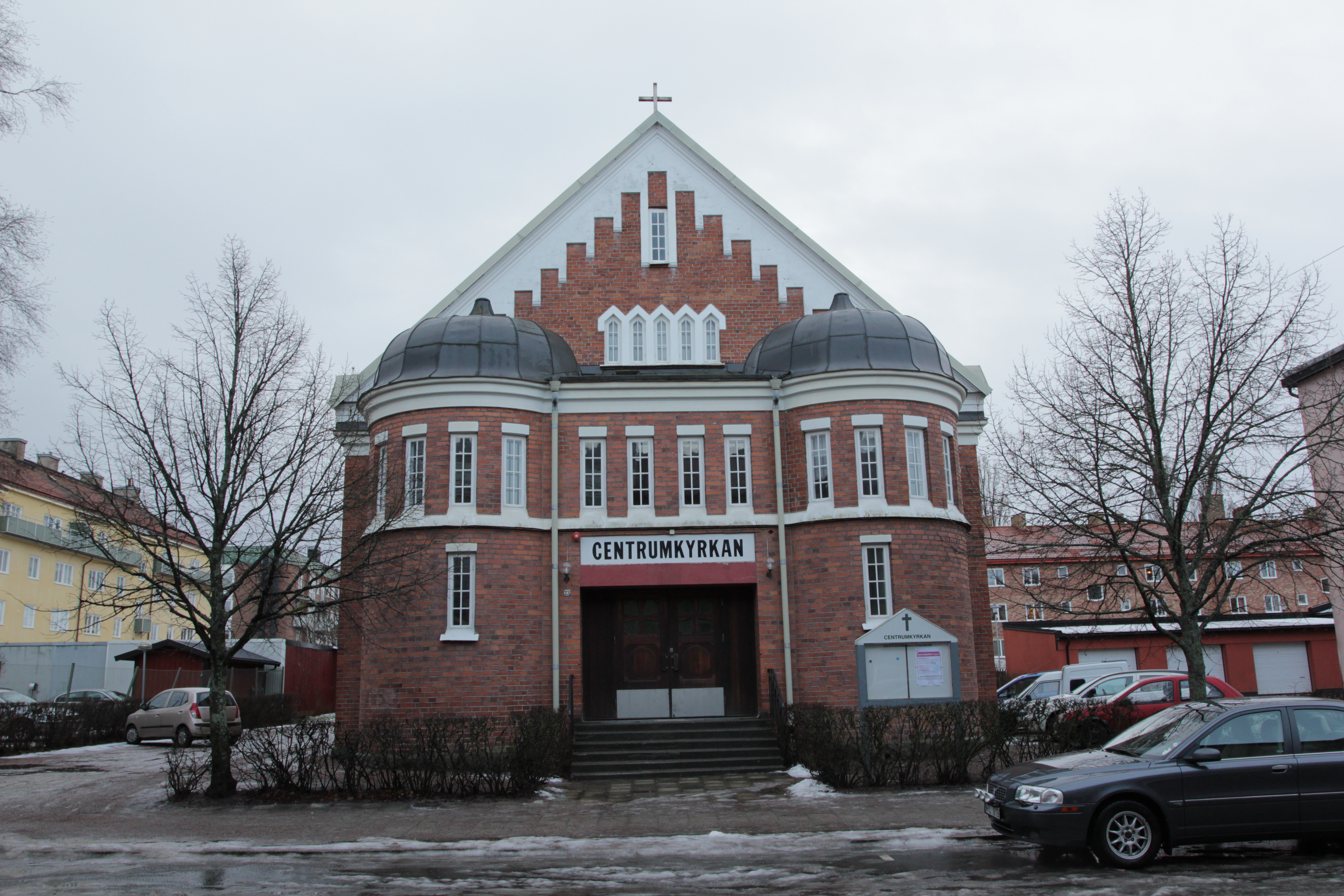
Церква (Авеста)
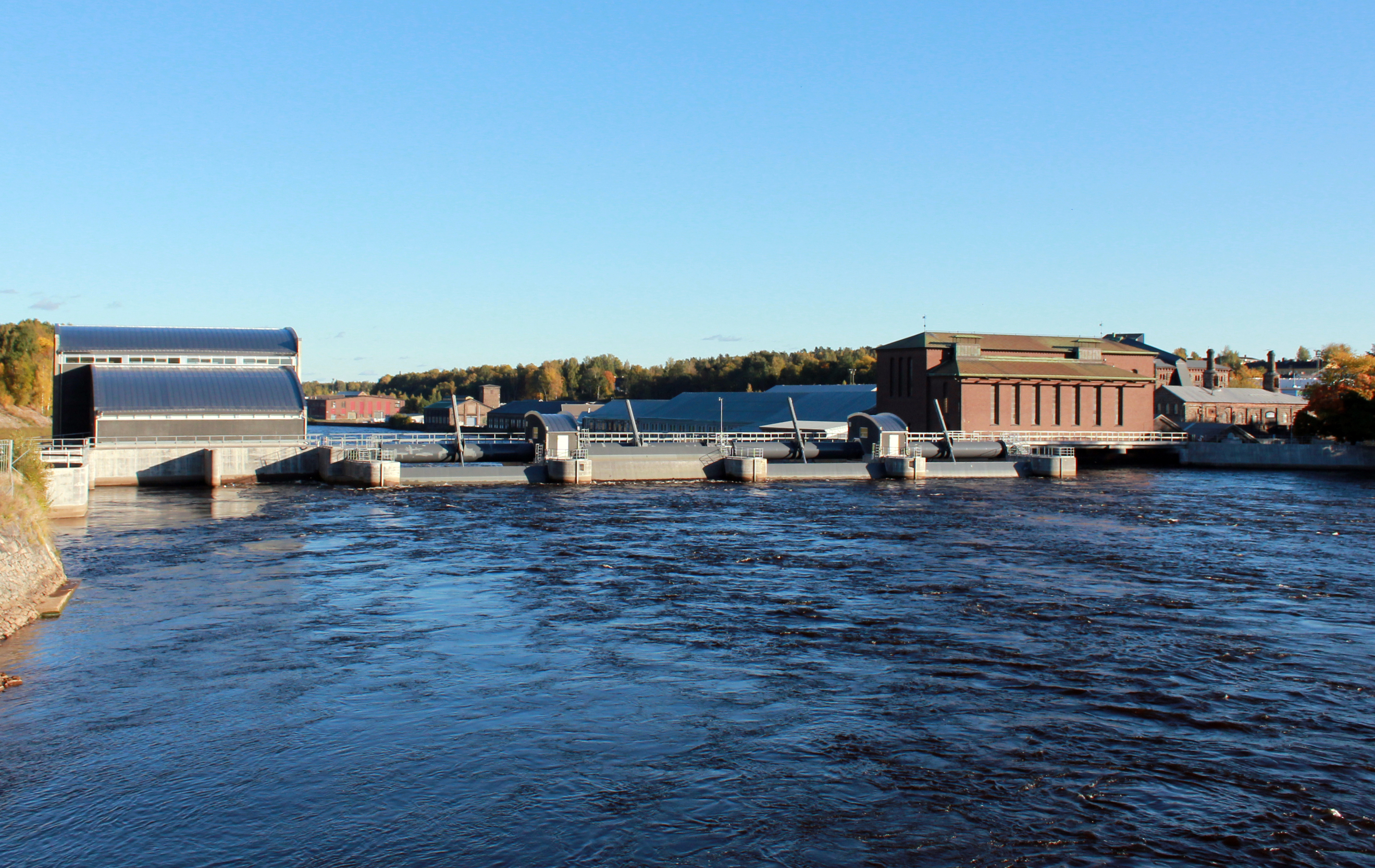
Електростанція на річці Далаельвен
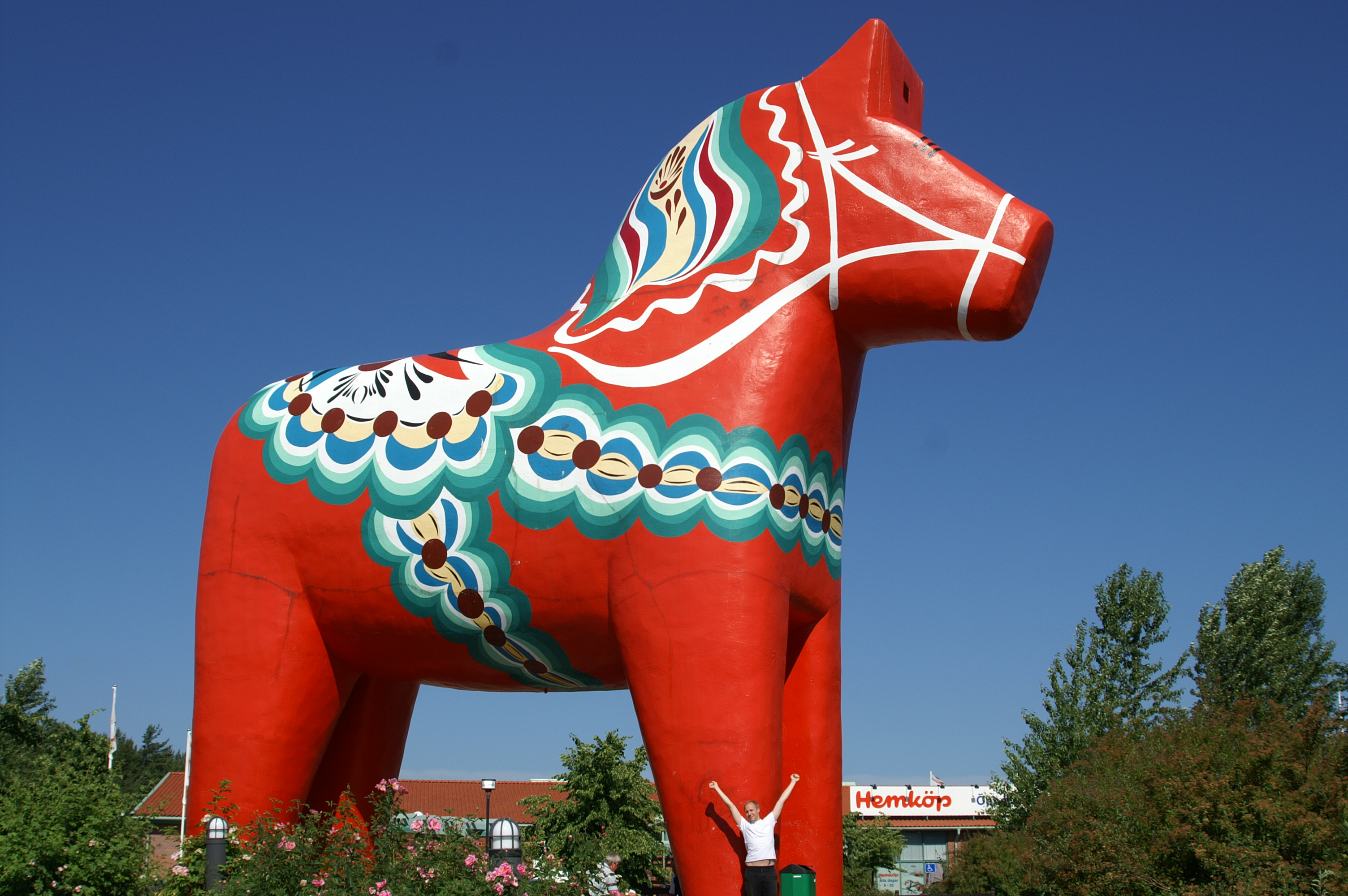
Коник з Даларни

## Виноски
1. ↑  Folkmangd i riket, lan och kommuner (шв.) . Центральне бюро статистики Швеції. Архів оригіналу за 20 серпня 2013. Процитовано 17 лютого 2013.